# Whitfield (Manatee County, Florida)
Whitfield ist ein census-designated place (CDP) im Manatee County im US-Bundesstaat Florida. Das U.S. Census Bureau hat bei der Volkszählung 2020 eine Einwohnerzahl von 2.989 ermittelt. 

## Geographie
Whitfield liegt rund 5 km südlich von Bradenton sowie etwa 70 km südlich von Tampa direkt am Golf von Mexiko. Der CDP grenzt im Osten direkt an den Sarasota–Bradenton International Airport und wird vom U.S. Highway 41 (Tamiami Trail) durchquert.

## Demographische Daten
Laut der Volkszählung 2010 verteilten sich die damaligen 2882 Einwohner auf 1403 Haushalte. Die Bevölkerungsdichte lag bei 800,6 Einw./km². 91,4 % der Bevölkerung bezeichneten sich als Weiße, 3,4 % als Afroamerikaner, 0,4 % als Indianer und 1,3 % als Asian Americans. 1,8 % gaben die Angehörigkeit zu einer anderen Ethnie und 1,6 % zu mehreren Ethnien an. 9,3 % der Bevölkerung bestand aus Hispanics oder Latinos.
Im Jahr 2010 lebten in 22,4 % aller Haushalte Kinder unter 18 Jahren sowie 34,3 % aller Haushalte Personen mit mindestens 65 Jahren. 64,1 % der Haushalte waren Familienhaushalte (bestehend aus verheirateten Paaren mit oder ohne Nachkommen bzw. einem Elternteil mit Nachkomme). Die durchschnittliche Größe eines Haushalts lag bei 2,31 Personen und die durchschnittliche Familiengröße bei 2,77 Personen.
18,1 % der Bevölkerung waren jünger als 20 Jahre, 18,2 % waren 20 bis 39 Jahre alt, 34,5 % waren 40 bis 59 Jahre alt und 29,1 % waren mindestens 60 Jahre alt. Das mittlere Alter betrug 49 Jahre. 48,8 % der Bevölkerung waren männlich und 51,2 % weiblich.
Das durchschnittliche Jahreseinkommen lag bei 60.556 $, dabei lebten 9,0 % der Bevölkerung unter der Armutsgrenze.
Im Jahr 2000 war Englisch die Muttersprache von 92,57 % der Bevölkerung und spanisch sprachen 7,43 %.